# Moose River (James Bay)
Der Moose River ist ein Fluss im Cochrane District im nördlichen Ontario (Kanada).

## Flusslauf

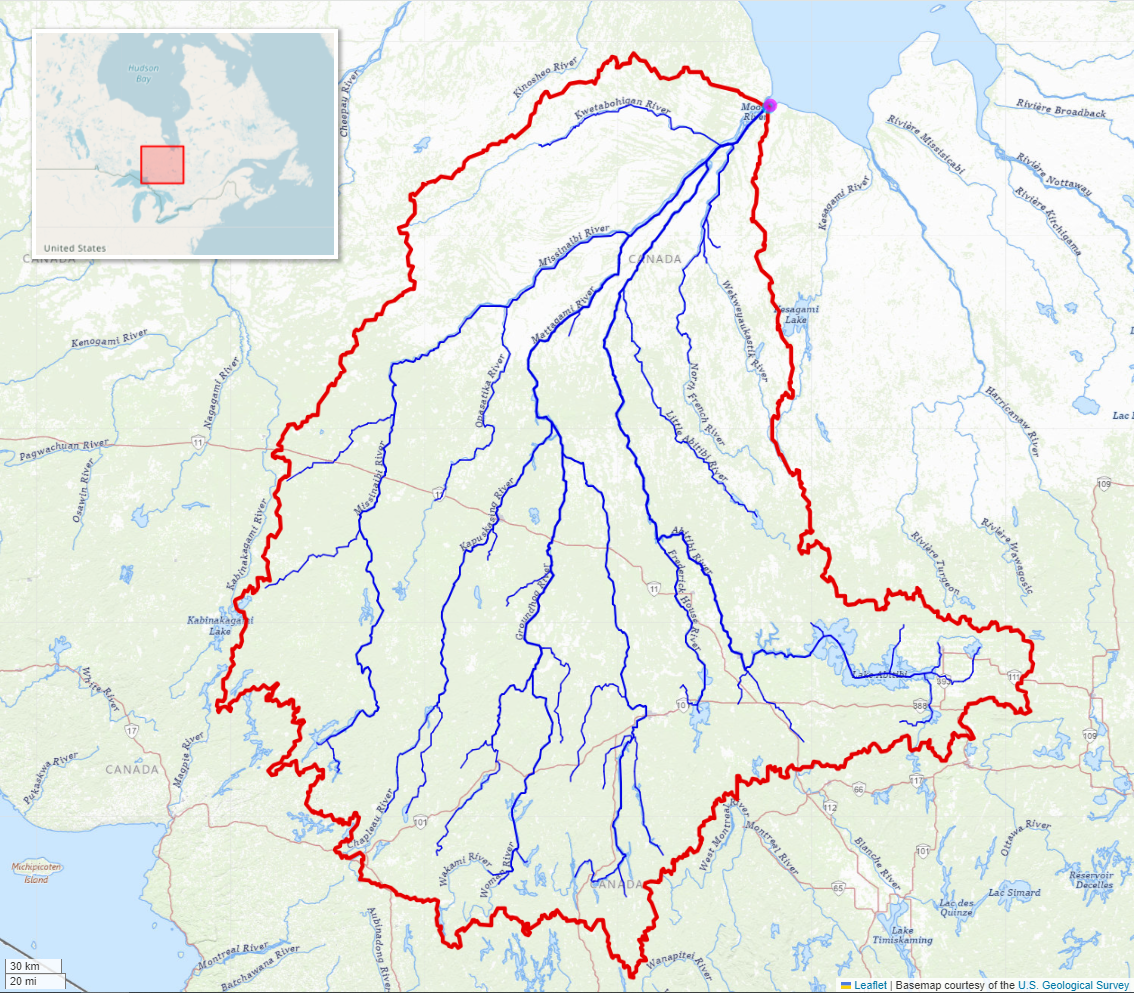
Einzugsgebiet

Er fließt vom Zusammenfluss der beiden Flüsse Mattagami und Missinaibi River 104 km in nordöstlicher Richtung zur James Bay. Sein Einzugsgebiet umfasst 108.500 km², der mittlere Abfluss 1370 m³/s. Gemessen von der Quelle des Mattagami River erreicht er eine Gesamtlänge von 547 km.

## Zuflüsse
Zu seinen Zuflüssen gehören:
- North French River
- Kwetabohigan River
- Cheepash River
- Abitibi River
  - Frederick House River
- Mattagami River
  - Kapuskasing River
    - Nemegosenda River
    - Kapuskasing Lake
      - Chapleau River

  - Groundhog River
    - Ivanhoe River
    - Nat River
- Missinaibi River
  - Brunswick River
  - Fire River
  - Hay River
  - Mattawitchewan River
    - Oba River

  - Pivabiska River
  - Opasatika River
  - Soweska River

## Moose River-Vogelschutzgebiet
Das Moose River-Vogelschutzgebiet (englisch Moose River Bird Sanctuary) liegt an der Mündung des Moose River und umfasst außer der Ship Sands Island noch ein Stück Landfläche östlich der Flussmündung.
Das Schutzgebiet hat eine Ausdehnung von 14,60 km².